# Uhu, a bölcs bagoly
Az Uhu, a bölcs bagoly vagy Huhúka (eredeti cím: Wide Eye) angol televíziós animációs sorozat, amelyet a King Rollo Films, Abbey Home Media és a BBC készített. Az Egyesült Királyságban 2003 és 2004 között a CBeebies vetítette, Magyarországon 2003 és 2005 között a Minimax sugározta, 2016-tól az M2 ismétli új szinkronnal.

## Szereplők
| Szereplő                                 | Eredeti hang                                | Magyar hang                            | Magyar hang         | Leírás                                                                     |
| Szereplő                                 | Eredeti hang                                | Minimax szinkron                       | MTVA szinkron       | Leírás                                                                     |
| ---------------------------------------- | ------------------------------------------- | -------------------------------------- | ------------------- | -------------------------------------------------------------------------- |
| Narrátor                                 | Tim Woodward                                | Fekete Zoltán                          | ?                   | A főcím énekhangja                                                         |
| Uhu / Bölcsszem                          | Anton Rodgers                               | Rosta Sándor                           | Horányi László      | Egy bölcs bagoly, aki Huhúka édesapja                                      |
| Brekegi békaanyó / Nádi anyó             | Anton Rodgers                               | Némedi Mari                            | Czifra Krisztina    | Egy narancssárga nőstény varangybéka                                       |
| Brekegi békanagyanyó / Nádi dédmama      | Anton Rodgers                               | Bókai Mária                            | Pálos Zsuzsa        | Egy narancssárga nőstény varangybéka, aki békagyerekek nagyanyja.          |
| Brekegi békaapó / Nádi apó               | Anton Rodgers                               | Fehér Péter                            | Koncz István        | Egy zöld hím varangybéka, aki a Brekegi béka-család feje.                  |
| Kicsi Hugo / Huhúka                      | Maria Darling                               | Seszták Szabolcs                       | Majsai-Nyilas Tünde | Egy kis bagoly, aki Bölcsszem fia                                          |
| Koncsita                                 | Maria Darling                               | Oláh Orsolya                           | Detre Annamária     | Egy nőstény szürke-fehér bundás tűzrőlpattant chilei csincsilla.           |
| Bőregér Bella                            | Maria Darling                               | Fésűs Bea                              | ?                   | Egy nőstény denevér, aki Komodo Vili pimasz besúgója és kémje.             |
| Pöttöm / Bolha                           | Jane Horrocks                               | Mics Ildikó                            | Bodnár Vivien       | Egy vörös bolha, aki Kicsi Hugo legjobb barátja                            |
| Mézes Mici / Hetty                       | Jane Horrocks                               | ?                                      | ?                   | Egy nőstény lódarázs, aki olyan dolgokat szereti, ami tiszta és rendezett. |
| Komodo Bébi / Varánusz bébi              | Jane Horrocks                               | Janovics Sándor                        | Berkes Boglárka     | Egy lilaszínű pelenkás komodói sárkánybébi, aki Komodo Vili fia            |
| Brekegi békagyerekek / Nádi békagyerekek | Maria Darling, Jimmy Hibbert, Jane Horrocks | Katona Zoltán Pipó László Szokol Péter | Baráth István       | A Brekegi család gyerekei                                                  |
| 99                                       | Anton Rodgers                               | Katona Zoltán                          | Vincze Gábor Péter  | Egy sokballábas százlábú bogár, aki egy odúban lakik.                      |
| Barnabás / Rangatag                      | Anton Rodgers                               | Beratin Gábor                          | ?                   | Egy óriás narancssárga bundás orángután                                    |
| Szentjánosbogarak                        | Anton Rodgers                               | ?                                      | ?                   | Egy sereg szentjánosbogár, akik éjjel világítják magukat a Kerek-erdőben.  |
| Komodo Vili / Varánusz Willy             | Anton Rodgers                               | Vizy György                            | Beregi Péter        | A sorozat negatív főszereplője, egy lilaszínű komodói sárkány              |

- További magyar hangok (1.szinkron):
- További magyar hangok (2.szinkron): Sági Tímea, Szokol Péter

A 2016-os magyar változat munkatársai:
- Bemondó: Majsai-Nyilas Tünde, Baráth István
- Magyar szöveg: Szűcs Zsuzsanna
- Hangmérnök: Gajda Mátyás
- Gyártásvezető: Farsang Csilla
- Szinkronrendező: Tomasevics Zorka
- Produkciós vezető: Kicska László

A szinkront a Cinetel megbízásából a Subway stúdió készítette.

## Epizódok
| #   | Magyar cím                | Magyar cím                    | Eredeti cím                   |
| #   | Minimax szinkronnal       | MTVA szinkronnal              | Eredeti cím                   |
| --- | ------------------------- | ----------------------------- | ----------------------------- |
| 01. | Béka a teáskannában       | Varangy a teáskannában        | Toad In A Teapot              |
| 02. | Kicsi Hugo repülni tanul  | Huhúka repülni tanul          | Little Hoot Learns To Fly     |
| 03. | Barnabás boltja           | Rangatang boltja              | Rangatang's Shop              |
| 04. | Kicsi Hugo beteg          | Pöttyös Huhúka                | Spotty Little Hoot            |
| 05. | Az időjós masina          | Az időjárás-gép               | The Weather Machine           |
| 06. | Az úszólecke              | A vidám Nádi                  | The Jolly Natterjack          |
| 07. | Az erdei szörny           | A varánuszok hídja            | Komodo's Crossing             |
| 08. | A gonosz sárkány          | A sárkány                     | The Snap-Dragon Monster       |
| 09. | A bújócska                | 99 csizmája                   | 99's Boot                     |
| 10. | Conchita partija          | Conchita partija              | Conchita's Party              |
| 11. | Üzenet a palackban        | Üzenet a palackban            | A Message in a Bottle         |
| 12. | A kívánságfa              | A csodás kívánságfa           | A Wondrous Wishing Tree       |
| 13. | Mézesmici postája         | Hetty, a darázs nyüzsgő napja | Hetty Hornet Gets Busy        |
| 14. | Kicsi Hugó fél            | Ideje aludni!                 | Time for Bed                  |
| 15. | Kié a Hold?               | Világító Hold                 | Firefly Moon                  |
| 16. | A nádibéka-zenekar        | A nádi banda                  | The Natterjack Forest Band    |
| 17. | A csodabarlang            | Bőregér barlangja             | Batwing's Cave                |
| 18. | Utazás a Holdra           | A cél: a Hold                 | Zoom to the Moon              |
| 19. | A különlegesek klubja     | A különleges klub             | A Special Club                |
| 20. | Téli meglepetés           | Téli meglepetés               | A Winter Surprise             |
| 21. | Az erdei vásár            | Az erdei vásár                | The Natterjack Forest Fair    |
| 22. | Az óriásbébi              | Nagy baba                     | The Big Baby                  |
| 23. | Dédnagymama születésnapja | Dédmama születésnapja         | Great Grandma Toad's Birthday |
| 24. | Az erdei hajóverseny      | Erdei verseny                 | The Natterjack Forest Regatta |
| 25. | A hóbagoly                | Egy havas bagoly              | A Snowy Owl                   |
| 26. | Téli álom                 | A nagy álom                   | A Big Sleep                   |

## Információs oldalak
- Uhu, a bölcs bagoly az Internet Movie Database oldalon (angolul)
- Uhu, a bölcs bagoly a PORT.hu-n (magyarul)
- Huhúka a PORT.hu-n (magyarul)